# Zespół Imerslund-Gräsbecka
Zespół Imerslund-Gräsbecka (ang. Imerslund-Gräsbeck syndrome, IGS, selective vitamin B12 malabsorption with proteinuria) – rzadka choroba uwarunkowana genetycznie, spowodowana zmniejszonym wychwytem witaminy B12 w jelicie krętym przez receptory dla kompleksu czynnik wewnętrzny-witamina B12. Zwykle niedokrwistości z niedoboru witaminy B12 towarzyszy białkomocz. Zespół Imerslund-Gräsbecka jest rzadką przyczyną niedokrwistości z niedoboru witaminy B12. Chorobę opisali jako pierwsi Emil Najman i Beata Brausil w 1952 roku, a kolejne opisy przedstawili Olga Imerslund w 1959 i Armas Ralph Gustaf Gräsbeck w 1960 roku.